# European Marketing Distribution
La European Marketing Distribution (EMD) è la centrale d'acquisto e marketing leader in Europa, detiene una quota di mercato dell'11%. 
Ad EMD fanno capo 1.100 imprese ed organizzazioni partner in 19 nazioni. Vi sono 90.000 punti vendita. Il fatturato ammonta a 102 miliardi di euro.